# 마리스카 베레스
마리스카 베레스(Mariska Veres, 1947년 10월 1일 ~ 2006년 12월 2일)는 네덜란드의 가수이자 작사가이다. 

## 생애

### 출생
네덜란드 자위트홀란트주 스흐라벤하허에서 헝가리인 아버지와 독일인 어머니 사이에서 출생하였다.

### 음악 활동
1963년 보컬 음악 그룹 "Les Mysteres"의 보컬리스트 겸 기타리스트로 첫 데뷔하였다. 1968년부터 록 음악 밴드 "쇼킹 블루(Shocking Blue)"의 보컬리스트로 활약하였는데 이 때 《Venus》라는 곡이 대히트쳤다.
"쇼킹 블루"가 해체된 후에는 솔로 가수로 활동하였고 한때 재즈 음악에도 손을 대었고 덴마크 영구거주권을 취득하였다가 기권하였다.

#### 음악 활동 경력
- 1963년 보컬 음악 그룹 "Les Mysteres"의 보컬리스트 겸 기타리스트로 데뷔.
- 1965년 보컬 음악 그룹 "Bumble Bees"의 보컬리스트.
- 1966년 록 음악 밴드 "Blue Fighters"의 보컬리스트.
- 1968년 록 음악 밴드 "Shocking Blue"의 보컬리스트.
- 1975년 솔로 가수 데뷔.
- 1993년 재즈 밴드 "Shocking Jazz Quartet"의 보컬리스트.

### 사망
그녀는 일생을 독신으로 지냈으며 2006년 12월 2일 유방암으로 사망하였다.

## 같이 보기
- 헤오르허 바케르
- 실비아 크리스털